# شهرستان پایک (میزوری)
شهرستان پایک، میزوری (به انگلیسی: Pike County, Missouri) یک سکونتگاه مسکونی در ایالات متحده آمریکا است که در میزوری واقع شده‌است.